# 奥島啓弐
奥島 啓弐 （おくしま けいじ、1914年2月16日 - 2002年4月11日 ）は、日本の工学者。京都大学名誉教授。摂南大学名誉教授。専門は生産工学、切削工学。工学博士（京都大学）（1949年）。京都府生まれ。

## 略歴

### 学歴
- 1937年 京都帝国大学工学部機械工学科卒業[1]

### 職歴
- 1938年3月  京都帝国大学工学部助教授
- 1950年3月 京都大学工学部教授
- 1969年4月 京都大学評議員（1971年3月まで）
- 1977年4月 京都大学名誉教授[2]。摂南大学工学部機械工学科教授
- 1979年9月 摂南大学副学長
- 1985年10月  摂南大学学長（第3代、1988年3月まで）
- 1988年4月  摂南大学名誉教授[3]

## 受賞歴・叙勲歴
- 勲二等瑞宝章（1992年）